# NGC 3341
NGC 3341 (другие обозначения — UGC 5831, MCG 1-27-31, ZWG 37.124, PGC 31915) — галактика в созвездии Секстант.
Этот объект входит в число перечисленных в оригинальной редакции «Нового общего каталога».
Галактика содержит два дополнительных ядра внутри своего диска, которые находятся на проекционном расстоянии 5,1 и 8,4 килопарсек от основного ядра. Они могут быть либо остатками балджей маломассивных спиральных галактик, слившихся с NGC 3341, либо эллиптическими образованиями внутри галактики.